# Reichstagswahlkreis Regierungsbezirk Königsberg 1

Die Wahlkreisaufteilung des Deutschen Reichs.

Der Reichstagswahlkreis Provinz Ostpreußen – Regierungsbezirk Königsberg 1 (Wahlkreis 1; Wahlkreis Memel-Heydekrug) war ein Wahlkreis für die Reichstagswahlen im Deutschen Reich und im Norddeutschen Bund von 1867 bis 1918.

## Wahlkreiszuschnitt
Der Wahlkreis umfasste den Landkreis Memel und den Landkreis Heydekrug.
| Jahr | Einwohner |
| ---- | --------- |
| 1890 | 101.553   |
| 1895 | 101.363   |
| 1900 | 102.622   |
| 1905 | 104.286   |
| 1910 | 105.281   |

|      | Landwirtschaft | Industrie und Gewerbe | Handel und Dienstleistungen |
| ---- | -------------- | --------------------- | --------------------------- |
| 1895 | 68,6           | 14,1                  | 17,4                        |
| 1907 | 65,3           | 16,3                  | 18,4                        |

|      | Evangelisch | Katholisch |
| ---- | ----------- | ---------- |
| 1890 | 94,4        | 3,4        |
| 1905 | 93,9        | 3,9        |
| 1910 | 93,9        | 4,1        |

Im Wahlkreis lebte eine starke ethnische Minderheit von Litauern, die mehrmals auch Abgeordnete stellten.

## Abgeordnete
| Wahl                                 | Abgeordneter                     | Partei                         | Bild |
| ------------------------------------ | -------------------------------- | ------------------------------ | ---- |
| Reichstagswahl Februar 1867 bis 1891 | Helmuth Karl Bernhard von Moltke | Konservativ                    |      |
| Ergänzungswahl 1891 bis 1893         | Bernhard Schlick                 | Deutschkonservative Partei     | 0    |
| Reichstagswahl 1893                  | Heinrich Ancker                  | FVp                            | 0    |
| Reichstagswahl 1898                  | Jonas Smalakys                   | litauische konservative Partei |      |
| Ersatzwahl 1901                      | Friedrich Martin Mattschull      | litauische konservative Partei | 0    |
| Reichstagswahl 1903                  | Max Krause                       | Deutschkonservative Partei     | 0    |
| Reichstagswahl 1907 bis 1918         | Felix Schwabach                  | Nationalliberale Partei        |      |

## Wahlen

### 1867 (Februar)
Es fand nur ein Wahlgang statt. Die Zahl der gültigen Stimmen betrug 11.914.
| Kandidat                         | Partei      | Stimmen | in % | Anmerkungen |
| -------------------------------- | ----------- | ------- | ---- | ----------- |
| Helmuth Karl Bernhard von Moltke | Konservativ | 8177    | 0    | 0           |

### 1867 (August)
Es fand nur ein Wahlgang statt. Die Zahl der gültigen Stimmen betrug 7812.
| Kandidat                         | Partei      | Stimmen | in % | Anmerkungen |
| -------------------------------- | ----------- | ------- | ---- | ----------- |
| Helmuth Karl Bernhard von Moltke | Konservativ | 4754    | 0    | 0           |

### 1871
Es fand ein Wahlgang statt. 18.572 Männer waren wahlberechtigt. Die Zahl der abgegebenen Stimmen betrug 8145, 29 Stimmen waren ungültig. Die Wahlbeteiligung betrug 44 %.
| Kandidat                         | Partei      | Stimmen | in % | Anmerkungen |
| -------------------------------- | ----------- | ------- | ---- | ----------- |
| Helmuth Karl Bernhard von Moltke | Konservativ | 4753    | 0    | 0           |
|                                  | F           | 3362    | 0    | 0           |
| Sonstige                         | 0           | 30      | 0    | 0           |

### 1874
Es fanden zwei Wahlgänge statt. 17.812 Männer waren wahlberechtigt. Die Zahl der abgegebenen Stimmen betrug im ersten Wahlgang 8254, 41 Stimmen waren ungültig. Die Wahlbeteiligung betrug 47,5 %.
| Kandidat                         | Partei        | Stimmen | in % | Anmerkungen |
| -------------------------------- | ------------- | ------- | ---- | ----------- |
| Helmuth Karl Bernhard von Moltke | Konservativ   | 3146    | 0    | 0           |
| Anker                            | F             | 3444    | 0    | Kaufmann    |
| Lampe                            | SPD (Lass.)   | 1361    | 0    | Zimmermann  |
| Dr. Ziegler                      | SPD (Eisena.) | 292     | 0    | 0           |
| Sonstige                         | 0             | 11      | 0    | 0           |

In der Stichwahl betrug die Zahl der abgegebenen Stimmen 7544, 305 Stimmen waren ungültig. Die Wahlbeteiligung betrug 45,4 %.
| Kandidat                         | Partei      | Stimmen | in % | Anmerkungen |
| -------------------------------- | ----------- | ------- | ---- | ----------- |
| Helmuth Karl Bernhard von Moltke | Konservativ | 3870    | 0    | 0           |
| Anker                            | F           | 3674    | 0    | 0           |

### 1877
Es fand ein Wahlgang statt. 19.266 Männer waren wahlberechtigt. Die Zahl der abgegebenen Stimmen betrug 8173, 43 Stimmen waren ungültig. Die Wahlbeteiligung betrug 42,7 %.
| Kandidat                         | Partei      | Stimmen | in % | Anmerkungen       |
| -------------------------------- | ----------- | ------- | ---- | ----------------- |
| Helmuth Karl Bernhard von Moltke | Konservativ | 4329    | 0    | 0                 |
| Dolle                            | F           | 3443    | 0    | Dr., Gutsbesitzer |
|                                  | F           | 387     | 0    | 0                 |
| Sonstige                         | 0           | 16      | 0    | 0                 |

### 1878
Es fand ein Wahlgang statt. 19.593 Männer waren wahlberechtigt. Die Zahl der abgegebenen Stimmen betrug 9578, 34 Stimmen waren ungültig. Die Wahlbeteiligung betrug 49,1 %.
| Kandidat                         | Partei      | Stimmen | in % | Anmerkungen |
| -------------------------------- | ----------- | ------- | ---- | ----------- |
| Helmuth Karl Bernhard von Moltke | Konservativ | 6150    | 0    | 0           |
| Grünhagen                        | F           | 3328    | 0    | 0           |
| Sonstige                         | 0           | 62      | 0    | 0           |

### 1881
Es fand ein Wahlgang statt. 18958 Männer waren wahlberechtigt. Die Zahl der abgegebenen Stimmen betrug 9395, 16 Stimmen waren ungültig. Die Wahlbeteiligung betrug 49,6 %.
| Kandidat                         | Partei      | Stimmen | in % | Anmerkungen       |
| -------------------------------- | ----------- | ------- | ---- | ----------------- |
| Helmuth Karl Bernhard von Moltke | Konservativ | 5257    | 0    | 0                 |
| Dolle                            | F           | 4071    | 0    | Dr., Gutsbesitzer |
| Schorlemer-Alst                  | Zentrum     | 55      | 0    | 0                 |
| Sonstige                         | 0           | 12      | 0    | 0                 |

### 1884
Es fand nur ein Wahlgang statt. Die Zahl der Wahlberechtigten betrug 19.456 und die Zahl der abgegebenen Stimmen 12.037 von denen 33 ungültig waren. Die Wahlbeteiligung betrug 62,0 %.
| Kandidat                         | Partei      | Stimmen | in % | Anmerkungen |
| -------------------------------- | ----------- | ------- | ---- | ----------- |
| Helmuth Karl Bernhard von Moltke | Konservativ | 7935    | 0    | 0           |
|                                  | F           | 4082    | 0    | 0           |
| Sonstige                         | 0           | 20      | 0    | 0           |

### 1887
Es fand nur ein Wahlgang statt. Die Zahl der Wahlberechtigten betrug 20.214 und die Zahl der abgegebenen Stimmen 14.092 von denen 28 ungültig waren. Die Wahlbeteiligung betrug 69,6 %.
| Kandidat                         | Partei      | Stimmen | in % | Anmerkungen |
| -------------------------------- | ----------- | ------- | ---- | ----------- |
| Helmuth Karl Bernhard von Moltke | Konservativ | 11.833  | 0    | 0           |
|                                  | F           | 2249    | 0    | 0           |
| Sonstige                         | 0           | 10      | 0    | 0           |

### 1890
Moltke wurde auch durch die NLP unterstützt. 1890 fand nur ein Wahlgang statt. Die Zahl der Wahlberechtigten betrug 20.358 und die Zahl der abgegebenen Stimmen 12.290 von denen 31 ungültig waren. Die Wahlbeteiligung betrug 60,4 %.
| Kandidat                         | Partei      | Stimmen | in %   | Anmerkungen               |
| -------------------------------- | ----------- | ------- | ------ | ------------------------- |
| Helmuth Karl Bernhard von Moltke | Konservativ | 8476    | 69,1 % | 0                         |
| Scheu                            | DF          | 3490    | 28,5 % | Rechtsanwalt in Heydekrug |
| Carl Schultze                    | SPD         | 275     | 2,2 %  | 0                         |
| Sonstige                         | 0           | 18      | 0,2 %  | 0                         |

### Ersatzwahl 1891
Nach Moltkes Tod war eine Ersatzwahl notwendig. Bei der Ersatzwahl 1891 fand nur ein Wahlgang statt. Die Zahl der Wahlberechtigten betrug 20.529 und die Zahl der abgegebenen Stimmen 10.984 von denen 22 ungültig waren. Die Wahlbeteiligung betrug 53,5 %.
| Kandidat         | Partei      | Stimmen | in %   | Anmerkungen |
| ---------------- | ----------- | ------- | ------ | ----------- |
| Bernhard Schlick | Konservativ | 7230    | 66,0 % | 0           |
|                  | DF          | 2018    | 18,4 % | 0           |
|                  | SPD         | 1571    | 14,3 % | 0           |
| Sonstige         | 0           | 143     | 1,3 %  | 0           |

### 1893
Das konservative Lager trat bei der Reichstagswahl 1893 uneinig auf. Der Konservative Wahlverein unterstützte den bisherigen Abgeordneten Bernhard Schlick, die Reichspartei stellte einen eigenen Kandidaten auf. Die konservativen Litauer traten mit einem eigenen Kandidaten an, der sich für die Stärkung der litauischen Sprache in der Volksschule einsetzte.
1893 fanden zwei Wahlgänge statt. Im ersten Wahlgang betrug die Zahl der Wahlberechtigten 20.907 und die Zahl der abgegebenen Stimmen 14.035 von denen 33 ungültig waren. Die Wahlbeteiligung betrug 67,1 %.
| Kandidat         | Partei       | Stimmen | in %   | Anmerkungen                   |
| ---------------- | ------------ | ------- | ------ | ----------------------------- |
| Heinrich Ancker  | FVP          | 2946    | 21,0 % | 0                             |
| Bernhard Schlick | Konservative | 5094    | 36,4 % | 0                             |
| Jonas Smalakys   | Litauer      | 2825    | 20,2 % | 0                             |
| Pietsch          | Reichspartei | 1322    | 9,3 %  | Kommerzienrat in Memel        |
| Lorenz           | SPD          | 1805    | 13,0 % | Tischlermeister in Königsberg |
| Sonstige         | 0            | 10      | 0,1 %  | 0                             |

In der Stichwahl unterstützen die Litauer den freisinnigen Kandidaten, nachdem dieser zugesagt hatte bei der anstehenden Landtagswahl den litauischen Kandidaten zu unterstützen. Nach der Zusage Anckers, für die Militärvorlage zu stimmen, rief auch die Reichspartei zu seiner Wahl auf. Auch die SPD unterstützte ihn. Im zweiten Wahlgang gab es 14.773 abgegebene Stimmen, von denen 44 ungültig waren und eine Wahlbeteiligung von 70,7 %.
| Kandidat         | Partei       | Stimmen | in %   | Anmerkungen |
| ---------------- | ------------ | ------- | ------ | ----------- |
| Heinrich Ancker  | FVP          | 8687    | 59,0 % | 0           |
| Bernhard Schlick | Konservative | 6042    | 41,0 % | 0           |

### 1898
Die Konservativen und der BdL einigten sich auf einen gemeinsamen konservativen Kandidaten. Die FVg unterstütze den Kandidaten der FVP.
1898 fanden zwei Wahlgänge statt. Im ersten Wahlgang betrug die Zahl der Wahlberechtigten 21.063 und die Zahl der abgegebenen Stimmen 15.391 von denen 59 ungültig waren. Die Wahlbeteiligung betrug 73,1 %.
| Kandidat             | Partei       | Stimmen | in %   | Anmerkungen |
| -------------------- | ------------ | ------- | ------ | ----------- |
| Heinrich Ancker      | FVP          | 3226    | 21,0 % | 0           |
| Alfred von Waldersee | Konservative | 5557    | 36,2 % | 0           |
| Jonas Smalakys       | Litauer      | 3504    | 22,9 % | 0           |
| Otto Braun           | SPD          | 3015    | 19,7 % | 0           |
| Sonstige             | 0            | 30      | 0,2 %  | 0           |

In der Stichwahl unterstützen FVP und SPD den litauischen Kandidaten. Im zweiten Wahlgang gab es 14.328 abgegebene Stimmen, von denen 54 ungültig waren und eine Wahlbeteiligung von 68,0 %.
| Kandidat             | Partei       | Stimmen | in %   | Anmerkungen |
| -------------------- | ------------ | ------- | ------ | ----------- |
| Alfred von Waldersee | Konservative | 6456    | 45,2 % | 0           |
| Jonas Smalakys       | Litauer      | 7818    | 54,8 % | 0           |

### Ersatzwahl 1901
Nach dem Tod Smalakys war eine Ersatzwahl notwendig. Die Vorstände des litauisch-konservativen und deutsch-konservativen Wahlvereins einigten sich auf einen litauischen Kandidaten. Einer der Gründe für diese Wahl war dessen Mitgliedschaft im BdL.
Bei der Ersatzwahl 1901 fanden zwei Wahlgänge statt. Im ersten Wahlgang betrug die Zahl der Wahlberechtigten 21.533 und die Zahl der abgegebenen Stimmen 14.922 von denen 20 ungültig waren. Die Wahlbeteiligung betrug 69,3 %.
| Kandidat                    | Partei  | Stimmen | in %   | Anmerkungen             |
| --------------------------- | ------- | ------- | ------ | ----------------------- |
| Schaak                      | FVP     | 2931    | 19,7 % | Fabrikdirektor in Memel |
| Friedrich Martin Mattschull | Litauer | 7016    | 47,1 % | 0                       |
| Otto Braun                  | SPD     | 4941    | 33,2 % | 0                       |
| Sonstige                    | 0       | 14      | 0,1 %  | 0                       |

In der Stichwahl riefen die Linksliberalen zur Enthaltung auf, erklärten dies aber zugleich für „nicht bindend“. Im zweiten Wahlgang gab es 16.065 abgegebene Stimmen, von denen 104 ungültig waren und eine Wahlbeteiligung von 74,6 %.
| Kandidat                    | Partei  | Stimmen | in %   | Anmerkungen |
| --------------------------- | ------- | ------- | ------ | ----------- |
| Friedrich Martin Mattschull | Litauer | 9123    | 57,2 % | 0           |
| Otto Braun                  | SPD     | 6838    | 42,8 % | 0           |

### 1903
Die Litauer lehnten zunächst Gespräche über einen gemeinsamen Kandidaten ab und nominierten Saunus als alleinigen Kandidaten. Die deutsch-konservativen boten an, Saunus zu unterstützen, wenn er sich verpflichten würde, der konservativen Fraktion als Hospitant beizutreten. Nachdem eine diesbezügliche Erklärung nicht erfolgte stellten die deutsch-konservativen den Gutsbesitzer Krause als eigenen Kandidaten auf.
1903 fanden zwei Wahlgänge statt. Im ersten Wahlgang betrug die Zahl der Wahlberechtigten 21.937 und die Zahl der abgegebenen Stimmen 16.295 von denen 40 ungültig waren. Die Wahlbeteiligung betrug 74,3 %.
| Kandidat     | Partei      | Stimmen | in %   | Anmerkungen           |
| ------------ | ----------- | ------- | ------ | --------------------- |
| Emil Wobbe   | FVP         | 3108    | 19,1 % | Rentier in Königsberg |
| Max Krause   | Konservativ | 4710    | 29,0 % | 0                     |
| David Saunus | Litauer     | 4084    | 24,1 % | 0                     |
| Otto Braun   | SPD         | 4333    | 26,7 % | 0                     |
| Sonstige     | 0           | 20      | 0,1 %  | 0                     |

In der Stichwahl riefen die Litauer zur Wahl des SPD-Kandidaten auf. Im zweiten Wahlgang gab es 14.336 abgegebene Stimmen, von denen 99 ungültig waren und eine Wahlbeteiligung von 64,4 %.
| Kandidat   | Partei      | Stimmen | in %   | Anmerkungen |
| ---------- | ----------- | ------- | ------ | ----------- |
| Max Krause | Konservativ | 8209    | 57,7 % | 0           |
| Otto Braun | SPD         | 6028    | 42,3 % | 0           |

### 1907
Die NLP suchte bei der Reichstagswahl 1907 ein breites bürgerliches Bündnis für den Regierungsrat Schwabach und konnte die FVP hierfür gewinnen. Obwohl das Zentralkomitee der Konservativen Schwabach unterstützte, lehnte der lokale Wahlverein der Konservativen eine Zusammenarbeit ab und nominierte erneut Gutsbesitzer Krause. Da diese Kandidatur nicht mit den Litauern abgestimmt war, stellten diese einen eigenen Kandidaten.
1907 fanden zwei Wahlgänge statt. Im ersten Wahlgang betrug die Zahl der Wahlberechtigten 21.747 und die Zahl der abgegebenen Stimmen 18.236 von denen 53 ungültig waren. Die Wahlbeteiligung betrug 83,9 %.
| Kandidat         | Partei      | Stimmen | in %   | Anmerkungen                       |
| ---------------- | ----------- | ------- | ------ | --------------------------------- |
| Max Krause       | Konservativ | 5668    | 31,2 % | Gutsbesitzer, Dawillen/Krs. Memel |
| Wilhelm Gaigalat | Litauer     | 4221    | 23,2 % | 0                                 |
| Felix Schwabach  | NLP         | 4941    | 27,2 % | 0                                 |
| Otto Braun       | SPD         | 3342    | 18,4 % | 0                                 |
| Sonstige         | 0           | 11      | 0,1 %  | 0                                 |

In der Stichwahl riefen die Litauer zur Wahl des NLP-Kandidaten auf. Im Gegenzug sagte die NLP zu, bei der Reichstagswahl 1912 den Kandidaten der Litauer zu unterstützen. Im zweiten Wahlgang gab es 17.971 abgegebene Stimmen, von denen 137 ungültig waren und eine Wahlbeteiligung von 82,6 %.
| Kandidat        | Partei      | Stimmen | in %   | Anmerkungen |
| --------------- | ----------- | ------- | ------ | ----------- |
| Max Krause      | Konservativ | 6431    | 36,1 % | 0           |
| Felix Schwabach | NLP         | 11.403  | 63,9 % | 0           |

### Ersatzwahl 1908
Die Ersatzwahl war notwendig geworden, da Schwabach sein Mandat wegen der bevorstehenden Ungültigkeitserklärung der Wahl nieder gelegt hatte. NLP und Litauer unterstützen ihn bei der Ersatzwahl.
Es fand nur ein Wahlgang statt. Die Zahl der Wahlberechtigten betrug 21.824 und die Zahl der abgegebenen Stimmen 14.527 von denen 43 ungültig waren. Die Wahlbeteiligung betrug 66,6 %.
| Kandidat        | Partei      | Stimmen | in %   | Anmerkungen |
| --------------- | ----------- | ------- | ------ | ----------- |
| Buttkereit      | Konservativ | 2912    | 20,1 % | 0           |
| Felix Schwabach | NLP         | 9710    | 67,0 % | 0           |
| Adolf Hofer     | SPD         | 1851    | 12,8 % | 0           |
| Sonstige        | 0           | 11      | 0,1 %  | 0           |

### 1912
Gemäß der Vereinbarung von 1907 hätte die NLP den Kandidaten der Litauer unterstützen sollen. Stattdessen nominierte sie erneut Schwabach. BdL und Konservative riefen zur Wahl des litauischen Kandidaten auf.
1912 fanden zwei Wahlgänge statt. Im ersten Wahlgang betrug die Zahl der Wahlberechtigten 22.189 und die Zahl der abgegebenen Stimmen 18.469 von denen 58 ungültig waren. Die Wahlbeteiligung betrug 83,2 %.
| Kandidat          | Partei  | Stimmen | in %   | Anmerkungen |
| ----------------- | ------- | ------- | ------ | --- |
| Jurgis Strekies   | Litauer | 5808    | 31,5 % | Besitzer in Jagstellen |
| Felix Schwabach   | NLP     | 8750    | 47,5 % | 0 |
| Ferdinand Mertins | SPD     | 3839    | 20,9 % | Ferdinand Mertins (1864–1943), 1918–1933 Stadtverordneter, seit 1921 Stadtverordnetenvorstand in Königsberg; [1927] Zweiter Vorsitzender des Provinzialkartells der Gewerkschaften Ostpreußens. |
| Sonstige          | 0       | 14      | 0,1 %  | 0 |

In der Stichwahl unterstützen auch die Sozialdemokraten den Litauer. Im zweiten Wahlgang gab es 18.485 abgegebene Stimmen, von denen 180 ungültig waren und eine Wahlbeteiligung von 83,3 %.
| Kandidat        | Partei  | Stimmen | in %   | Anmerkungen |
| --------------- | ------- | ------- | ------ | ----------- |
| Jurgis Strekies | Litauer | 7399    | 40,4 % | 0           |
| Felix Schwabach | NLP     | 10.906  | 59,6 % | 0           |